# ノヴェッラーラ
ノヴェッラーラ（伊: Novellara）は、イタリア共和国エミリア＝ロマーニャ州レッジョ・エミリア県にある、人口約13,000人の基礎自治体（コムーネ）。

## 地理

### 位置・広がり

#### 隣接コムーネ
隣接するコムーネは以下の通り。
- バニョーロ・イン・ピアーノ
- カデルボスコ・ディ・ソプラ
- カンパニョーラ・エミーリア
- コッレッジョ
- グアスタッラ
- レッジョーロ

### 気候分類・地震分類
ノヴェッラーラにおけるイタリアの気候分類 (it) および度日は、zona E, 2436 GGである。
また、イタリアの地震リスク階級 (it) では、zona 3 (sismicità bassa) に分類される。

## 行政

### 分離集落
ノヴェッラーラには、以下の分離集落（フラツィオーネ）がある。
- San Bernardino, San Giovanni della Fossa, Santa Maria della Fossa

## 文化・観光
「スローシティ」加盟都市である。

## 姉妹都市
- Nový Jičín、チェコ 1964年
- Neve Shalom、イスラエル 1994年
- サンクティ・スピリトゥス、キューバ 1998年
- Santa Gertrudes、ブラジル 1999年